# Gräfl Ödön
Gräfl Ödön, Gräfl Ödön Károly Antal (Budapest, 1877. augusztus 23. – Budapest, 1972. november 23.) úszó, vízilabdázó, sportvezető, Balatoni Károly úszó bátyja.

## Életútja
Gräfl Károly és Döltl Anna fiaként született. Tízévesen tanult meg úszni. A piaristákhoz járt iskolába. 1892-ben már indult egy Dunán rendezett úszóversenyen. 1895-től a Magyar Úszó Egylet (MUE) úszója, majd úszója és vízilabdázója volt. Gyorsúszásban volt eredményes, nevéhez fűződik a lábmunka nélküli, magyar stílusnak nevezett úszóstílus feltalálása. 1896-ban az első alkalommal kiírt magyar úszóbajnokságon 100 yard gyorsúszásban bajnoki címet szerzett. Győzelmét ugyanebben a számban még három alkalommal – 1897-ben, 1898-ban és 1900-ban – tudta megismételni. 1899. július 30-án szerepelt a Siófokon rendezett első magyarországi vízilabda-mérkőzésen. A Magyar Úszó Egylet vízilabdacsapatával háromszor nyert nem hivatalos magyar bajnokságot. 1904-ben átlépett a testvére által alapított Balatoni Úszók Egyesületébe, ahol ugyanebben az évben tagja volt az első hivatalosan kiírt magyar bajnokságot nyert csapatnak. 1904-ben visszavonult. 1905. június 3-án Budapesten, a Ferencvárosban feleségül vette Fridrich Anna Borbála Jozefát.
Indult birkózó- és evezősversenyeken is.
1907-ben részt vett a Magyar Úszószövetség megalapításában. A szövetség felügyelőbizottsági tagja lett. 1911-ben az első vízilabda játékvezetői és a műugró pontozói testületnek is a tagja lett. 1919-ben a MUSZ alelnöke és a vízilabda bizottság elnöke lett. 1921-től 1922-ig a szövetség ügyvezető alelnöke volt. 1923-ban alelnök és a gazdasági bizottság elnöke volt. 1926-ban az úszó-Európa-bajnokság gazdasági vezetője volt.
1931-ben a Pesti Hazai Első Takarékpénztár osztályvezetője volt.